# Steven Slocum
Steven Andrew Slocum é um lutador de wrestling profissional estadunidense, mais conhecido pelo seu trabalho na WWE e no território de desenvolvimento Florida Championship Wrestling (FCW), tendo lutado como Jackson Andrews.
Slocum fez três breves aparições no Raw ao ser o guarda-costas de Tyson Kidd.

## Títulos e prêmios
- Pro Wrestling Illustrated
  - PWI colocou Andrews como o 320° dos 500 melhores lutadores singulares durante a PWI 500 de 2010[3]